# You Gotta Say Yes to Another Excess
You Gotta Say Yes to Another Excess è il terzo album in studio del gruppo di musica elettronica svizzero Yello, pubblicato nel 1983.

## Tracce
1. I Love You – 3:14
2. Lost Again – 4:18
3. No More Words – 3:58
4. Crash Dance – 2:08
5. Great Mission – 2:56
6. You Gotta Say Yes to Another Excess – 2:08
7. Swing – 3:26
8. Heavy Whispers – 3:56
9. Smile on You – 3:09
10. Pumping Velvet – 3:18
11. Salut Mayoumba – 4:40